# Yssac-la-Tourette
Yssac-la-Tourette é uma comuna francesa na região administrativa de Auvérnia-Ródano-Alpes, no departamento Puy-de-Dôme. Estende-se por uma área de 2,14 km². Em 2010 a comuna tinha 394 habitantes (densidade: 184,1 hab./km²).